# Piazza San Marco

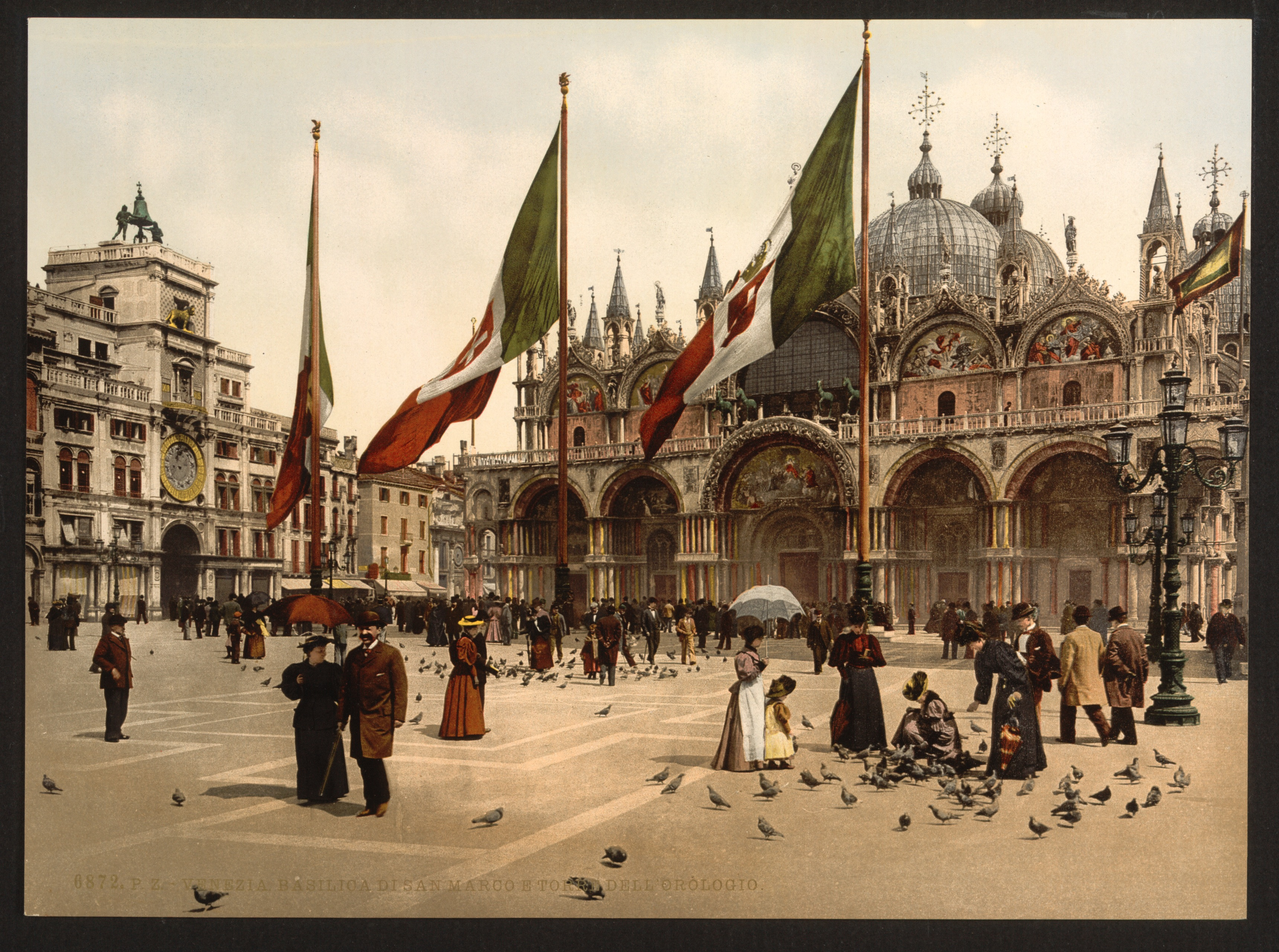
Piazza San Marco tra il 1890 e il 1900

Piazza San Marco, situata a Venezia in Veneto, è una delle più importanti piazze monumentali del mondo, rinomata in tutto il pianeta per la sua bellezza e integrità architettonica. È anche nota come "Il Salotto d'Europa" o "La Piazza".
È l'unico spazio urbano di Venezia che assume propriamente il nome di "piazza", in quanto tutti gli altri spazi in forma di piazza sono propriamente definiti "campi". Il suo corpo principale ha forma trapezoidale, su cui si innestano altre aree, ed è lungo circa 170 metri.

## Descrizione
Cuore della città lagunare e luogo simbolo di Venezia, la zona monumentale di piazza San Marco si compone di tre settori.

### Piazza San Marco
La Piazza propriamente detta, cioè la zona racchiusa tra le Procuratie vecchie e nuove e quelle "nuovissime", presenta uno sviluppo architettonico di rara suggestione sul complesso monumentale dell'omonima basilica e l'appena prospiciente, svettante, campanile di San Marco.
La Basilica prospetta sulla piazza con una facciata marmorea che risale al XIII secolo, in cui furono inseriti mosaici, bassorilievi ed una grande quantità di materiale di spoglio eterogeneo. Ciò diede la caratteristica policromia, che si combina con i complessi effetti di chiaroscuro dovuti alle multiformi aperture ed al gioco dei volumi. Le due porte di ingresso alle estremità (quella meridionale, dedicata a san Clemente, risalente all'XI secolo e quella centrale a quello successivo) vennero realizzate con timpani ad arco inflesso, di ispirazione araba, forse volute anche per ricordare Alessandria d'Egitto, dove era avvenuto il martirio dell'evangelista Marco. Le porte minori sono successive, realizzate in gusto antico. L'unico mosaico originale delle lunette della facciata è quello sopra al primo portale a sinistra: gli altri risalgono al XVII e al XIX secolo e imitano i soggetti di quelli che andarono a sostituire.
Tra la piazzetta dei Leoncini e le Procuratie si trova la Torre dell'orologio, ultimata nel 1499, che segna l'inizio della Merceria, calle lungo la quale sono presenti i principali negozi della città. Costituisce tramite un sottoportico l'accesso di terra alla Piazza. La piccola chiesa di San Basso, suo annesso sulla destra, è stata sconsacrata: progettata da Baldassare Longhena, viene usata per mostre. Ai piedi della torre si trova dal 1750 il Caffè Lavena.
Proseguendo verso ovest, incontriamo le Procuratie Vecchie, sedi ufficiali dei Procuratori di San Marco ai tempi della serenissima. Vennero costruiti nella prima parte del XVI secolo: il porticato del pianterreno è ricco di negozi e ristoranti, mentre anche oggi i piani superiori ospitano uffici. Sotto a questi archi si trova pure il Caffè Quadri, fondato nel 1755 e contrapposto al Caffè Florian, che si trova dall'altra parte della Piazza.
Chiude la piazza la cosiddetta Ala Napoleonica, che congiunge le Procuratie Vecchie a quelle Nuove: prende questa denominazione dal fatto che fu ristrutturata nel 1810 per volontà di Napoleone. Progettata in origine come sede di rappresentanza, vi si trova il Museo Correr.
Di fronte alle Procuratie Vecchie sono site quelle dette Nuove: disegnate da Jacopo Sansovino in pieno XVI secolo, necessitarono tra il 1582 e il 1586 di una ristrutturazione, che fu curata prima da Vincenzo Scamozzi e quindi da Baldassare Longhena, che fece chiudere il cantiere solo attorno al 1640. Come per le procuratie dirimpettaie, il porticato del pianterreno ospita locali, tra i quali il Caffè Florian, inizialmente noto come Alla Venezia trionfante, luogo di ritrovo dei venetisti al tempo delle lotte contro la dominazione austriaca. Il palazzo sarebbe dovuto diventare secondo Napoleone la sede di Eugenio di Beauharnais. L'estremità orientale di questo edificio tocca la Libreria marciana, progettata dal Sansovino, prospiciente la piazzetta.
Vicino al punto di contatto tra questi due massicci edifici si trova il Campanile di San Marco, edificato tra il 1156 e il 1173 in una prima forma, ristrutturato nel 1514 e ricostruito senza alterazioni nel 1902 dopo un crollo. Vicino al campanile, in linea con la Porta della Carta, ingresso monumentale del Palazzo Ducale, si trova la Loggetta, progettata dal Sansovino e costruita tra il 1537 e il 1546.
Nella zona che tra il 1885 e il 1889 era già stata oggetto di scavo da parte di Federico Berchet e Giacomo Boni,nel gennaio 2024 sono stati individuati i resti dell'antica chiesa altomedievale di San Gemignano, descritta dalle fonti, unitamente a un'area di sepoltura con spallette in laterizi. Nel novembre 2024 sono stati scoperti i resti di un altro edificio, una struttura quadrangolare in mattoni con fondamenta profonde 1,7 metri.

### Piazzetta San Marco

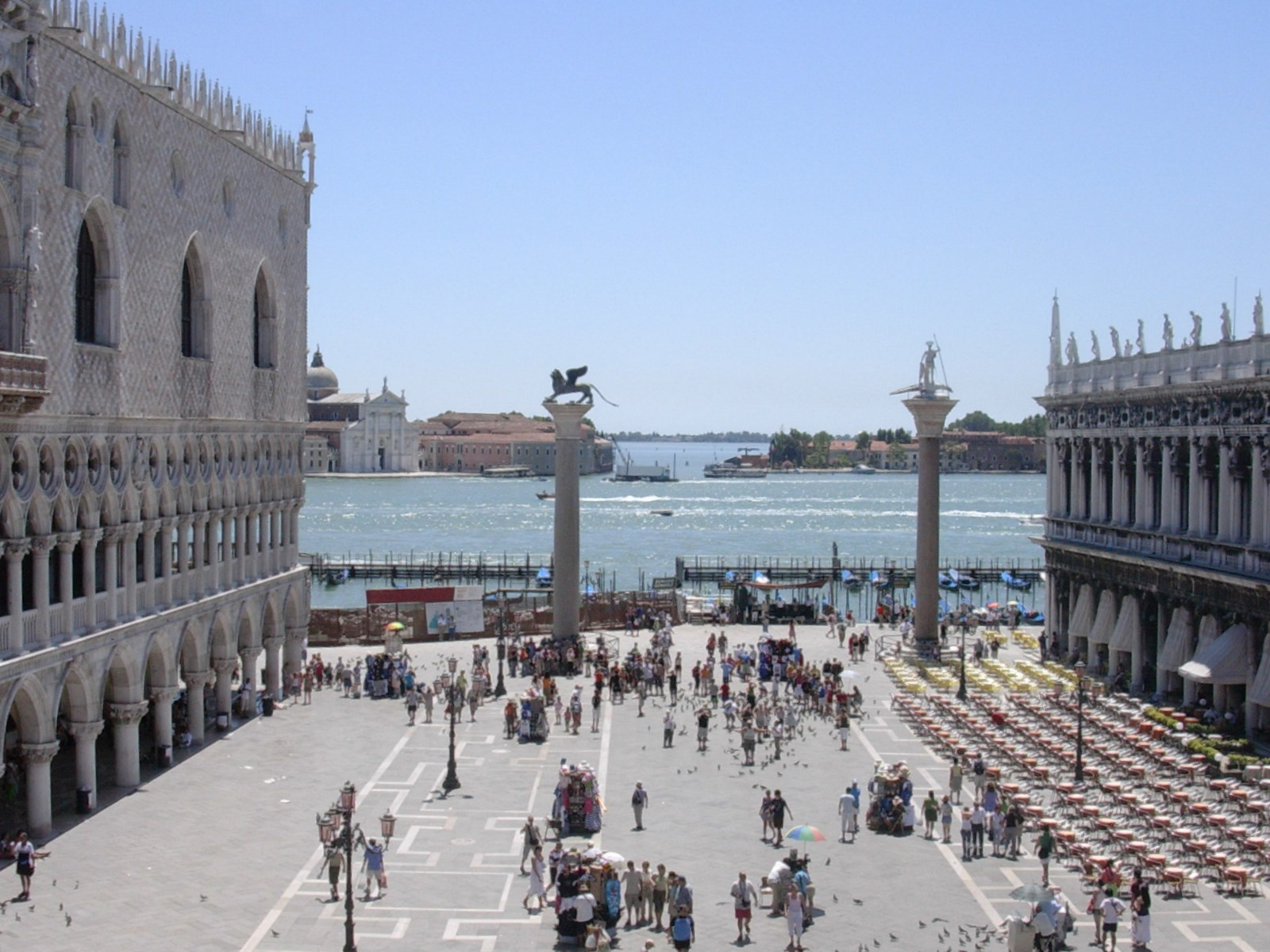
Piazzetta San Marco vista dalla basilica

La Piazzetta San Marco, propaggine meridionale antistante il Palazzo Ducale e la Libreria, è l'accesso monumentale all'area marciana per chi proviene dal mare attraverso le due colonne fronteggianti il bacino San Marco, sul quale si affaccia il molo di Palazzo Ducale, l'unica riva di Venezia che porti il nome di molo.
Il lato occidentale dell'area è caratterizzato dalla presenza della facciata sansoviniana della Biblioteca marciana, molto apprezzata dal Palladio, iniziata nel 1537 e ultimata entro il 1591 da Vincenzo Scamozzi. Come già per le Procuratie, il portico del pianterreno presenta locali e negozi; i piani superiori ospitano le sedi del Museo archeologico e della Biblioteca nazionale.
Conclude la piazzetta dal lato del bacino di San Marco il Molo, sul quale si affaccia la Zecca, anch'essa progettata dal Sansovino e completata nel 1547, adiacente alla facciata minore della Libreria e oggi parte di questa. Costeggiando la laguna si incontrano le colonne di San Marco e San Todaro, dedicate rispettivamente all'attuale e al primitivo patrono della città: probabilmente quando furono messe in posa costeggiavano la riva, dato che questa è stata poi ampliata.

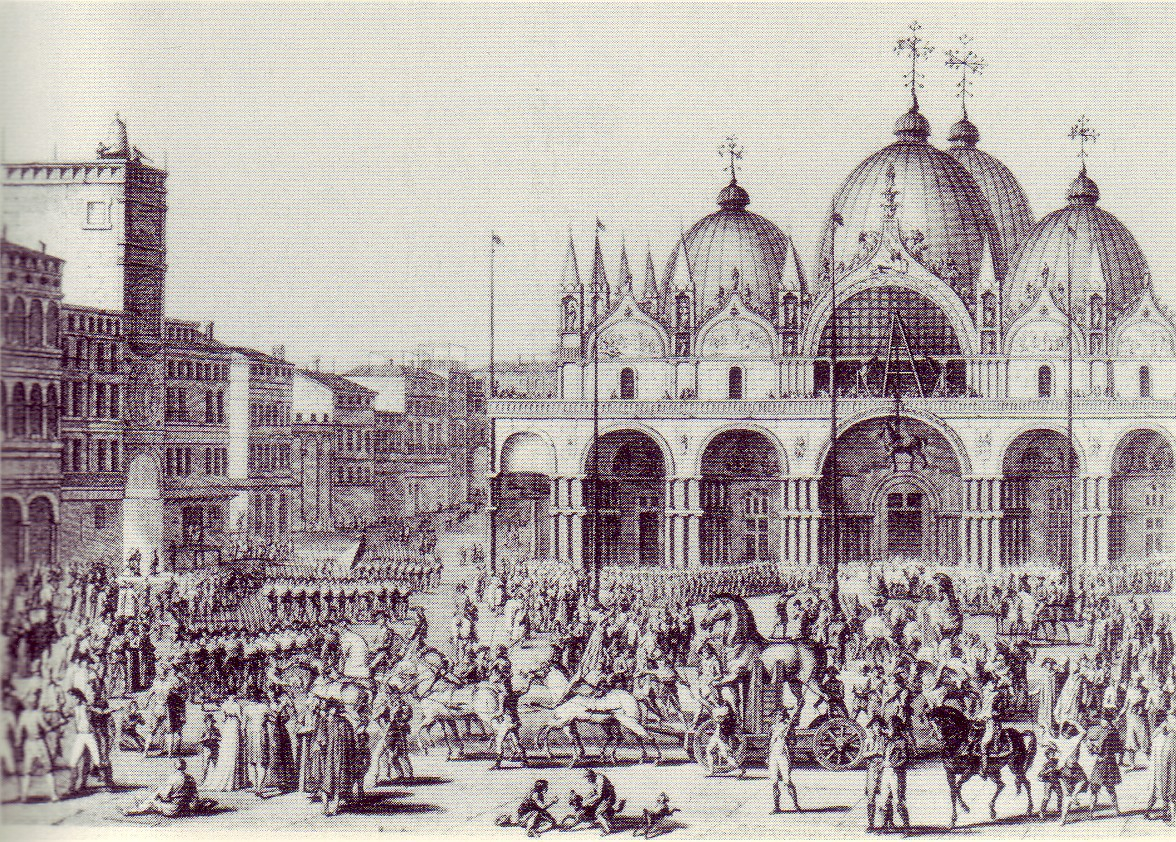
Soldati napoleonici rimuovono i cavalli da piazza San Marco per inviarli a Parigi, tra i trofei militari e le spoliazioni napoleoniche. Venezia, 1797.

La facciata del Palazzo Ducale rivolta verso la piazzetta fu costruita dal 1424 per volontà di Francesco Foscari. Nel loggiato al primo piano, conosciuto anche come Loggia Foscara, è possibile notare due colonne realizzate in marmo rosso di Verona: tra queste due si leggevano le sentenze di morte che sarebbero state poi eseguite tra le colonne di San Marco e San Todaro. La balconata al centro dell'ordine superiore, con il leone di San Marco, risale al 1536. Fu progettata dal Sansovino e dallo Scarpagnino, mantenendo la struttura della balconata trecentesca dei Dalle Masegne. Di Alessandro Vittoria sono la statua della Giustizia, a coronamento, ed il Mercurio. Il gruppo scultoreo con il doge Andrea Gritti ed il Leone di San Marco, che aveva subito pesanti danni durante la traslazione dall'Esplanade Des Invalides di Parigi dove era stato collocato nel 1797, fu restaurato nel 1816. Ove termina questo fronte e inizia la facciata meridionale della basilica, particolarmente breve, si trovano il Monumento ai Tetrarchi, due colonne, portate a Venezia al tempo della quarta crociata, e una struttura nota come "Pietra del Bando".

### Piazzetta dei Leoncini
La piazzetta dei Leoncini, stretta propaggine nord-orientale a lato della basilica e prospiciente il neoclassico Palazzo Patriarcale, è così chiamata per le due statue di leoni accovacciati delimitanti l'area centrale sopraelevata. Il suo nome ufficiale la dedica a Giovanni XXIII.

## Storia ed evoluzione

Piazza San Marco in una incisione del 1846 (tratta da Venedig: 24 Ansichten nach der Natur)

La forma attuale della piazza è l'esito di successive modifiche ed espansioni che hanno interessato l'area. In origine, la zona era destinata ad orto e attraversata dal rio Battario e dagli attuali rii della Zecca e del Cavalletto. Il palazzo ducale, vero castello munito di torri e difese, era completamente cinto da un canale e fronteggiato, nella zona dell'attuale piazzetta, da un bacino per il carico e lo scarico delle merci.

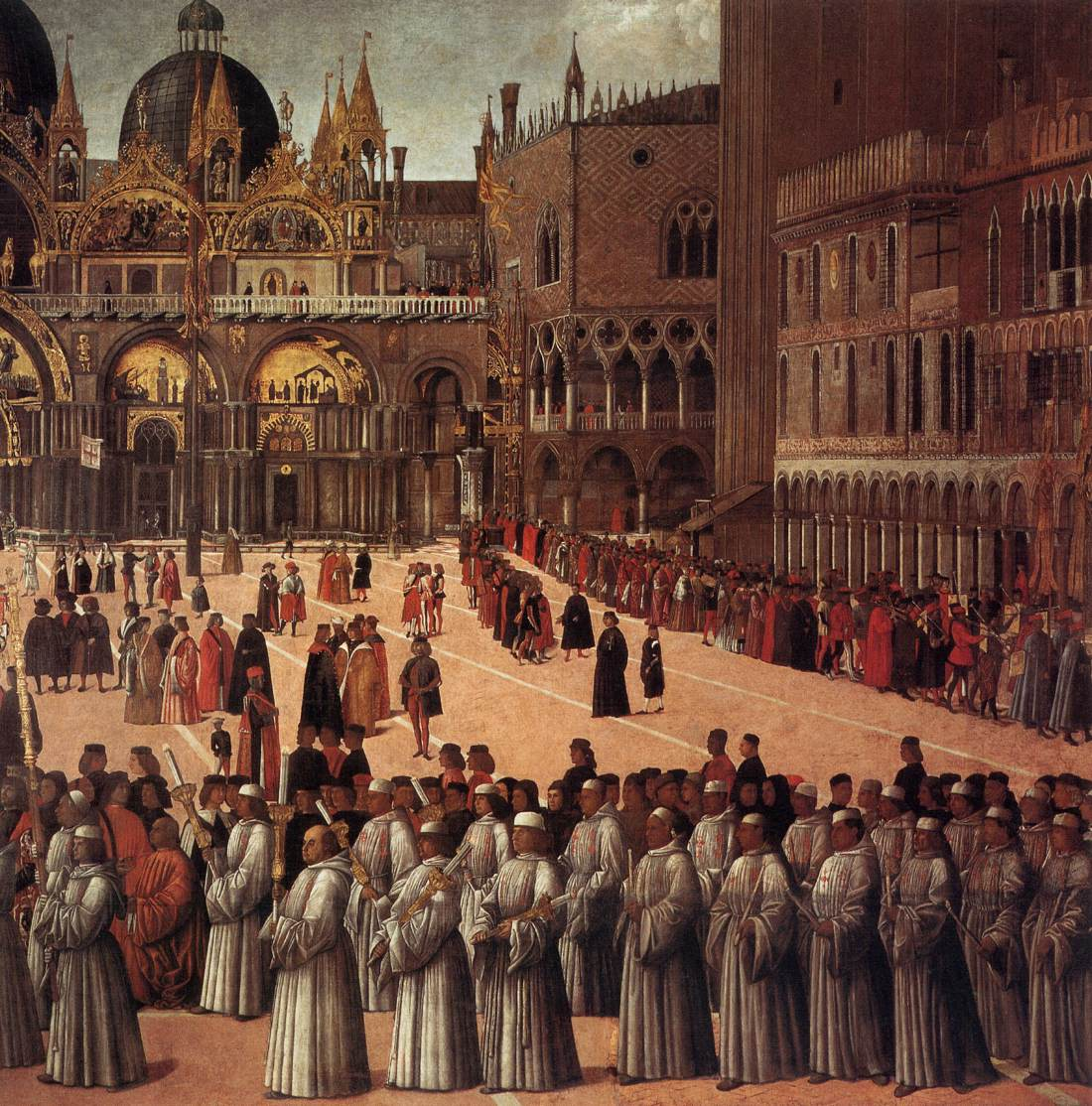
Processione in piazza San Marco di Gentile Bellini. Particolare dell'ospizio Orseolo posto ai piedi del campanile.

Nell'826, con l'arrivo a Venezia del corpo di san Marco e l'edificazione della prima basilica, l'area iniziò ad assumere la sua caratteristica di cuore monumentale della città. Nel 976 l'intera zona, con la basilica e il palazzo, fu distrutta da un furioso incendio, ma già nel 978 una seconda basilica era stata edificata e il palazzo ricostruito. Nello stesso periodo il doge Pietro I Orseolo fece costruire, in adiacenza del campanile, un ospizio per pellegrini malati e bisognosi, la cui forma è visibile nel quadro di Gentile Bellini, Processione in piazza San Marco.

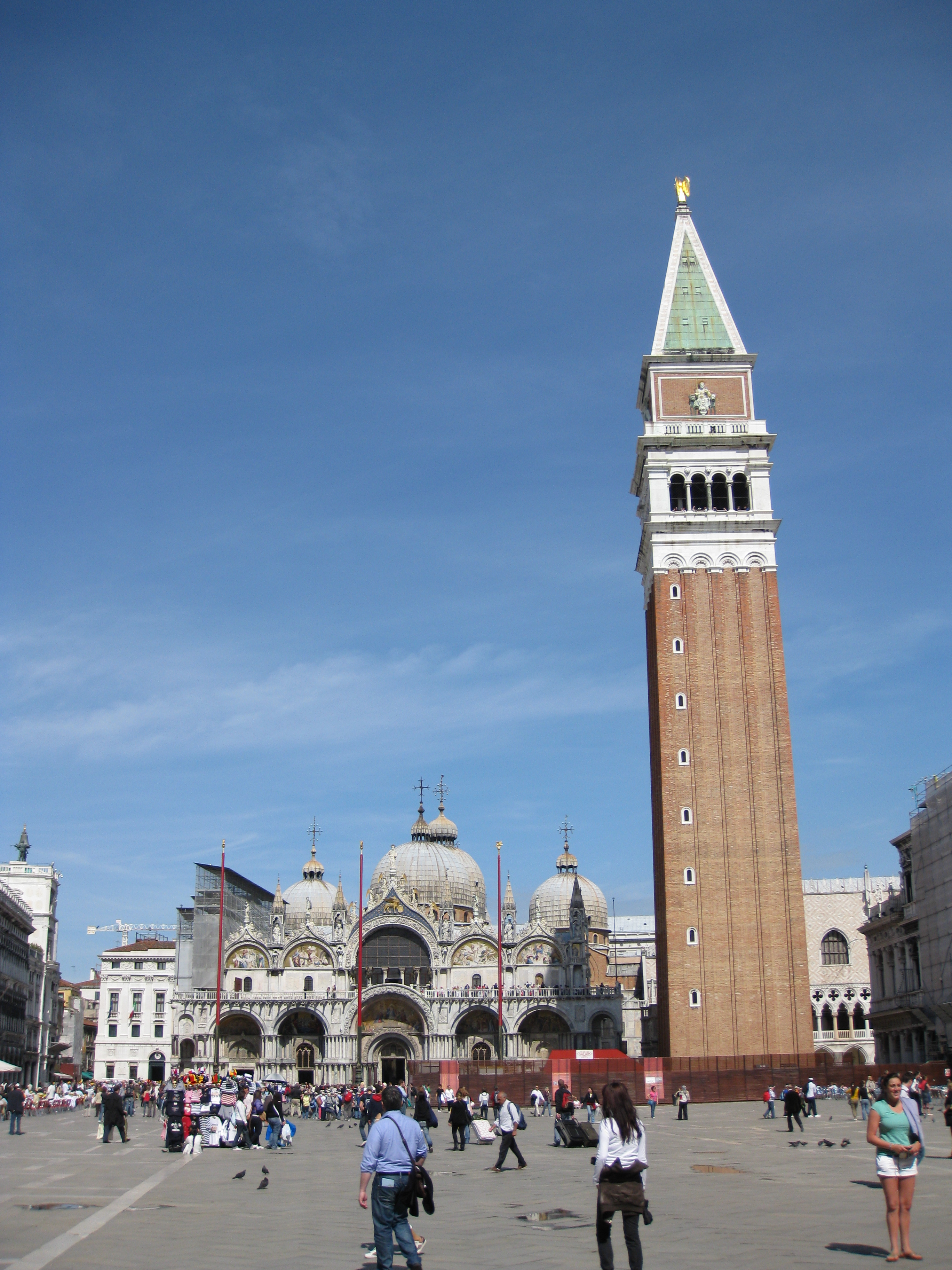
La basilica di San Marco con il campanile

L'attuale basilica risale agli anni 1050-1094, con la terza fondazione dell'edificio. In tale epoca la piazza risultava ancora limitata dal rio Batario (al di là del quale sorgeva una chiesa dedicata a san Geminiano e più in là il brolo delle suore di San Zaccaria) e dal bacino di Palazzo, a testimonianza del quale permane tutt'oggi, sul lato della basilica rivolto verso la piazzetta, un'antica "porta d'acqua" murata, quel che resta di un accesso rivolto all'acqua tipico degli edifici veneziani.
Nel 1156, sotto il dogado di Vitale II Michiel, il rio Batario venne interrato, presto seguito dall'interramento del bacino antistante il Palazzo Ducale, dove venne realizzata la Piazzetta. Nel 1172, sotto il dogado di Sebastiano Ziani, la piazza venne ulteriormente ampliata per far posto a nuovi edifici monumentali: la chiesa di San Geminiano fu spostata al limitare della nuova piazza e furono inoltre poste due enormi colonne granitiche (provenienti da Costantinopoli) fronteggianti il molo, quale monumentale accesso all'area marciana. Sopra una colonna fu posto il leone alato simbolo di San Marco e sull'altra fu collocata la statua raffigurante san Teodoro, primo patrono di Venezia.
Nacque in questo modo un'area suddivisa in due piazze, l'una dinnanzi la Basilica, l'altra a completamento del Palazzo e via trionfale d'accesso dall'acqua. Nel 1204 la conquista di Costantinopoli con la Quarta crociata fornì ai veneziani un fiume di marmi ed opere d'arte con cui decorare la basilica e la piazza. In questa occasione giunsero i Cavalli di San Marco, posti a coronamento della basilica, e il gruppo dei Tetrarchi, attualmente sull'angolo del Tesoro, presso la Porta della Carta di Palazzo Ducale. Nel 1264 la piazza venne infine pavimentata con mattoni disposti a spina di pesce.
Tra il 1301 e il 1442, con una continua e massiccia serie di lavori, Palazzo Ducale perse progressivamente il suo aspetto militare sino ad assumere l'attuale conformazione. Tra il 1495 e il 1517 furono invece erette le Procuratie Vecchie e la Torre dell'Orologio, mentre contemporaneamente si procedeva allo sgombero di tutti gli orti e i magazzini ancora presenti nell'area della piazza.
Il Sansovino fu il grande rinnovatore della piazza trasformandola da spazio ancora gotico in un magnifico esempio di classicità romana, imprimendo così uno sviluppo culturale all'area marciana e all'intera città. Tra il 1536 e il 1540 quest'architetto realizzò l'edificio della Libreria e la Loggetta ai piedi del campanile.
Tra il 1582 e il 1640, completata la demolizione dell'ospizio Orseolo fu la volta delle Procuratie Nuove.
Nel 1722 vennero sistemate le due statue della Piazzetta dei Leoncini. Del 1723 è invece l'attuale pavimentazione in trachite euganea (i cosiddetti "masegni") della cava della Rocca di Monselice, nel padovano, a fasce laterali in marmo bianco, progetto di Andrea Tirali. È infine nel 1807 che la dominazione napoleonica procedette alla demolizione della chiesa di San Geminiano e all'edificazione dell'Ala Napoleonica (detta anche Palazzo reale o Procuratie nuovissime), dando al complesso dell'area marciana l'aspetto definitivo.

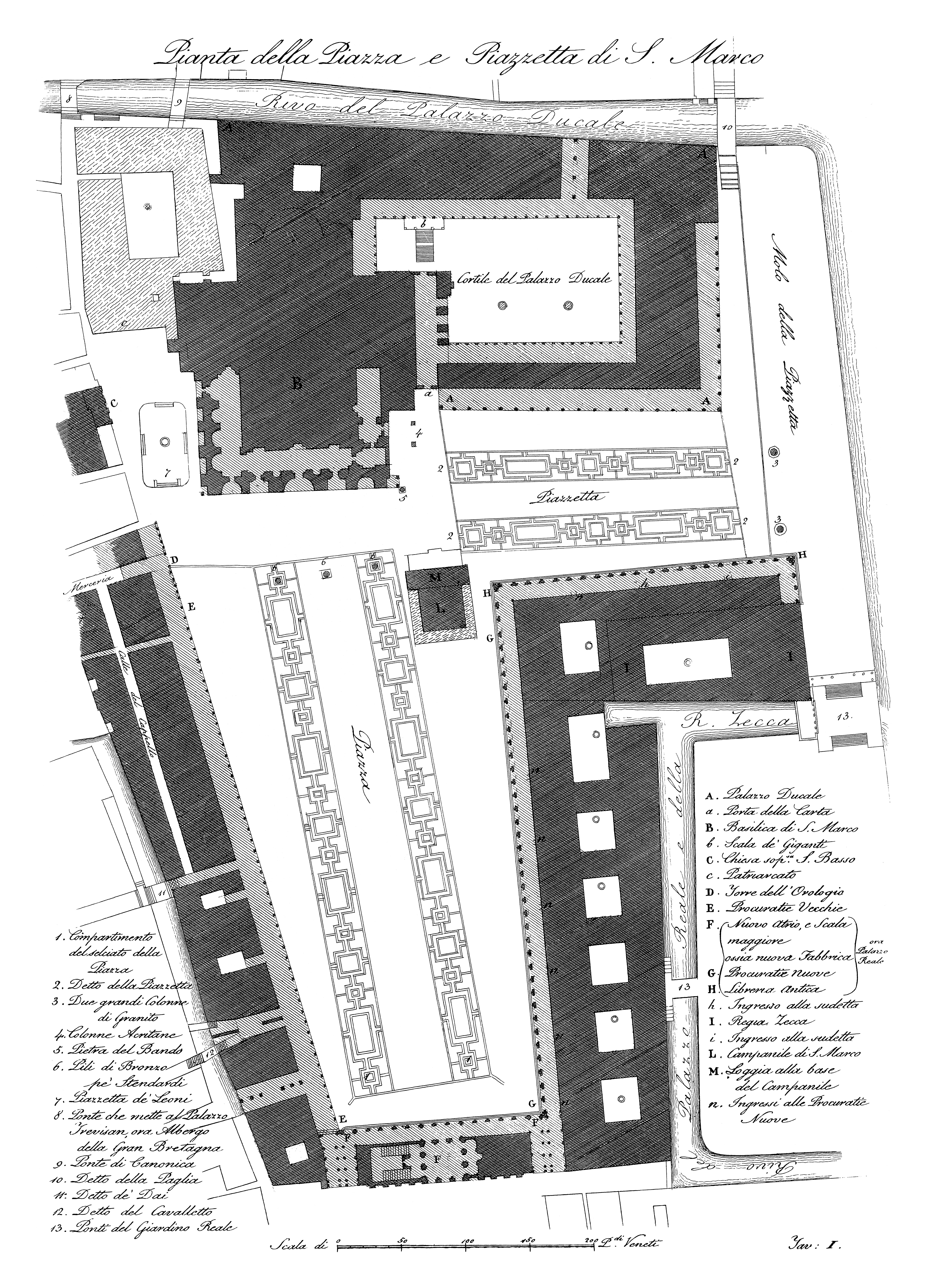
Antonio Quadri e Dionisio Moretti, Pianta della Piazza (1831)

La mattina di lunedì 14 luglio 1902 il campanile di San Marco, già aggredito da una vistosa crepa, rovinò improvvisamente demolendo la Loggetta ed un angolo della Libreria e rischiando di travolgere la stessa basilica (le macerie fortunosamente si fermarono all'altezza della Pietra del Bando posta all'angolo della chiesa).

## Uso dell'area
Cuore, come detto, dello stato veneziano, la piazza ha sempre seguito la vita e i costumi della città. Il Palazzo Ducale era sede del governo e delle supreme magistrature della repubblica, nonché prigione. Tra le due colonne di Marco e Teodoro avvenivano invece le esecuzioni capitali, mentre dalla Pietra del Bando erano annunciate le leggi e i decreti, poi affissi sulla Porta della Carta. La Basilica era invece il centro delle cerimonie religiose di Stato grazie alla presenza delle preziose reliquie e della sua funzione di cappella ducale, in un sistema nel quale il Doge era capo della chiesa veneziana e riservava il diritto alla nomina dei vescovi. Il potere e la ricchezza della chiesa di San Marco erano tali che essa aveva un proprio vescovo, distinto da quello della città e dal patriarca, il primicerio e che appositi magistrati i Procuratori di San Marco ne amministravano con carica vitalizia il patrimonio, risiedendo nelle Procuratie.
La Loggetta era posto di guardia degli arsenalotti durante le sedute del Maggior Consiglio, mentre l'attuale Palazzo Patriarcale era sede del salone per i pranzi e le feste del Senato. L'ampia piazza era sede di processioni e tornei, di fiere e mercati, nel cortile del palazzo si tenevano cacce ai tori. Nel settecento comparvero il carnevale e i caffè, poi dopo la caduta della repubblica giunsero la sede patriarcale e il Palazzo Reale, prima di Napoleone, poi degli Asburgo e infine dei Re italiani. Infine la musealizzazione con l'apertura del Civico Museo Correr.

## Monumenti e musei
- Basilica di San Marco
- Caffè Florian
- Campanile di San Marco
- Colonne di San Marco e San Teodoro
- Libreria Marciana
- Loggetta del Campanile
- Museo Correr
- Negozio Olivetti
- Palazzo Ducale
- Procuratie
- Tesoro di San Marco
- Torre dell'Orologio